# (32114) 2000 KY75
2000 KY75 (asteroide 32114) é um asteroide da cintura principal. Possui uma excentricidade de 0.16169380 e uma inclinação de 13.91034º.
Este asteroide foi descoberto no dia 27 de maio de 2000 por LINEAR em Socorro.